# Gerhardt Hansen
Gerhardt Hans Jacob Hansen (9. června 1865, Alluitsup Paa – ?) byl grónský lovec a zemský rada zasedající v první jihogrónské zemské radě.

## Životopis
Gerhardt Hansen se narodil v roce 1865 jako syn katechety Johannese Hansena (1837–1911) a jeho manželky Ellen Dorthe Magdalene Isaksenové a byl otcem dalšího zemského rady Sophuse Hansena.
Hansen pracoval jako lovec. V letech 1911 až 1916 byl členem zemské rady Jižního Grónska v jejím prvním volebním období.